# Sindbad (przedsiębiorstwo)
Sindbad Sp. z o.o. (do 2009 r. Prywatne Biuro Podróży „Sindbad”) – polskie przedsiębiorstwo branży transportowej z siedzibą w Opolu, założone w 1983 r., zajmujące się głównie międzynarodowymi przewozami autokarowymi.
Przedsiębiorstwo powstało jako prywatne biuro podróży zajmujące się pośredniczeniem w sprawach wizowych. W połowie lat 80. zaczęło organizować własne przewozy autokarowe z południowej Polski do RFN, co w latach 90. po zniesieniu obowiązku wizowego dla Polaków w krajach Europy Zachodniej stało się głównym przedmiotem działalności przedsiębiorstwa. Od 1990 r. biuro oferowało także wczasy zagraniczne, początkowo we Włoszech. Od 2004 r. rozszerzono ofertę połączeń zagranicznych o kraje inne niż Niemcy – początkowo autokary zaczęły docierać do krajów Beneluksu, Francji, Wielkiej Brytanii i Austrii. W 2006 r. zapoczątkowano współpracę z trzema innymi przewoźnikami na liniach międzynarodowych, czym zapoczątkowano platformę dalekobieżnych połączeń autokarowych Sindbad, która w 2019 r. obejmowała 30 przewoźników z Polski i 50 zza granicy. W 2020 r. przedsiębiorstwo Sindbad dysponowało ponad 120 autokarami własnymi oraz 200 pojazdami należącymi do partnerów. Czyniło to Sindbada największym przewoźnikiem autokarowym w Polsce i jednym z największych w tym regionie Europy.

## Historia
Prywatne Biuro Podróży „Sindbad” zostało założone w 1983 r. w Opolu przez Ryszarda Wójcika. Przedsiębiorstwo uzyskało zgodę Urzędu Miasta w Opolu na prowadzenie działalności turystycznej wyłącznie w granicach Polski oraz „pośrednictwo w załatwianiu spraw wizowych”, przy czym to ostatnie okazało się najbardziej dochodową częścią działalności przedsiębiorstwa. Biuro pozwalało na dopełnienie wszystkich formalności w sprawie wyjazdów do Europy Zachodniej, głównie do Niemiec Zachodnich. 
W połowie lat 80. przedsiębiorstwo zaczęło organizować własne przewozy autokarowe z Polski do RFN. Ze względu na ograniczenia prawne, biuro zmuszone było wynajmować autokary od zewnętrznych przewoźników – początkowo od przedsiębiorstwa „Turysta”, które jednak po 10 dniach zrezygnowało z umowy z „Sindbadem” i zdecydowało się na uruchamianie połączeń do Niemiec we własnym zakresie. Przedsiębiorstwo Wójcika nawiązało zatem współpracę z przewoźnikami Juventur, PKS Brzeg, Ośrodkiem Sportu i Rekreacji w Twardogórze oraz Dolnośląskim Ośrodkiem Sportu i Rekreacji we Wrocławiu. Wśród pojazdów obsługujących trasy „Sindbada” znalazł się jeden autokar wyposażony w takie udogodnienia jak toaleta na pokładzie czy magnetowid. Połączenia uruchamiane przez „Sindbad” cieszyły się dużą popularnością, głównie za sprawą cen dużo niższych niż w przypadku podróży koleją, a także licznych przypadków emigracji Polaków do Europy Zachodniej w latach 80., szczególnie ze Śląska. Pod koniec lat 80. Sindbad nawiązał współpracę z niemieckim „Palm Reisen” – przedsiębiorstwem należącym do Huberta Palma, zajmującym się wówczas transportem paczek pomiędzy Polską a RFN. W porozumieniu z PBP „Sindbad” przedsiębiorstwo to zakupiło w marcu 1989 r. autokar marki Setra, który stał się pierwszym pojazdem na wyłączność „Sindbada”. Jednocześnie na terenie Niemiec otwarto punkty obsługi klienta w Brühl oraz Pforzheim. W 1990 r. autokary organizowane przez opolskie biuro podróży docierały do 6 lokalizacji na terenie Niemiec Zachodnich. W tym samym roku powołano w Niemczech spółkę „Sindbad Palm Reisen”.
Na początku lat 90. główny przedmiot działalności przedsiębiorstwa, czyli pośrednictwo w procedurach wizowych, niemal zanikł w związku ze zniesieniem obowiązku wizowego dla Polaków w wielu państwach Europy. W związku z tym podjęto decyzję o skupieniu się na międzynarodowych przewozach autokarowych, szczególnie biorąc pod uwagę zwiększony popyt na nie po zniesieniu obowiązku posiadania wiz. W 1990 r. przedsiębiorstwo zakupiło za kwotę 90 000 DM trzy autokary – dwa marki Volvo i jeden Scania. W tym samym roku biuro zaoferowało pierwsze wyjazdy autokarowe na włoskie wybrzeże Adriatyku. Autobusy z Polski do Lido delle Nazioni wyjeżdżały w okresie letnim co drugi dzień. Przez dwa pierwsze sezony z transportu do Włoch skorzystało ponad 6 tysięcy osób. W 1991 r. do floty przewoźnika dołączyły dwa autokary DAF. Od 1992 r. międzynarodowe przewozy autokarowe stały się podstawą działalności „Sindbada”. W 1994 r. za kwotę 1 mln DM zakupiono 5 autokarów Setra, dzięki czemu Sindbad wyróżniał się dużo nowocześniejszą flotą autokarów w stosunku do większości innych przewoźników w Polsce. Od tamtego czasu w ramach floty PBP „Sindbad” znajdowały się nowe autokary niemal wyłącznie tej marki. W tym samym roku w Niemczech założono przedsiębiorstwo „Sindbad-Reisen GmbH” stanowiące oddział biura na terenie Niemiec i zajmujące się obsługą podróżnych na terenie tego kraju.
W 1998 r. przedsiębiorstwo organizowało wyjazdy do 28 miast na terenie Niemiec, oferując wyjazdy z miast w Polsce południowo-zachodniej. Przejazdy do Niemiec organizowane były 5 razy w tygodniu, a do Polski 6 razy, natomiast od 2000 r. wyjazdy w obu kierunkach były codzienne. Oprócz tego PBP „Sindbad” miało w ofercie wczasy stacjonarne w Hiszpanii i Chorwacji oraz wycieczki objazdowe do Wielkiej Brytanii, Francji, krajów Beneluksu, Hiszpanii oraz Norwegii. W 2000 r. biuro dysponowało flotą składającą się 50 autokarów, w tym 5 piętrowych, a także zatrudniało 50 kierowców i 100 pilotów. W grudniu 2004 r. nastąpiło znaczne poszerzenie oferty przewozowej przedsiębiorstwa. Odtąd autokary Sindbada docierały każdego dnia nie tylko do Niemiec, ale też Wielkiej Brytanii, Belgii, Holandii, Luksemburga, Francji i Austrii. W 2006 r. PBP Sindbad nawiązało współpracę z trzema innymi przewoźnikami z Polski oferującymi międzynarodowe przewozy autokarowe – przedsiębiorstwami Albatros z Przemyśla, Riviera z Opola oraz Janosik z Rzeszowa. W ten sposób zapoczątkowana została platforma Sindbad oferująca sprzedaż biletów na międzynarodowe trasy różnych przewoźników pod jednym logiem Sindbad, później rozszerzona o współpracę z innymi przedsiębiorstwami transportowymi. W 2006 r. PBP Sindbad dysponowało 57 własnymi autokarami, 19 pojazdami wynajmowanymi oraz 32 autokarami trzech partnerów. W tym samym roku do siatki połączeń dołączyły miasta w Hiszpanii oraz Szwajcarii.
Od 2009 r. działalność przedsiębiorstwa jest kontynuowana jako „Sindbad” Sp. z o.o.. W 2012 r. Sindbad, wspólnie z przedsiębiorstwem Raf Trans z Warszawy, był oficjalnym przewoźnikiem podczas organizowanych w Polsce Mistrzostw Europy w Piłce Nożnej, natomiast w 2016 r. opolski przewoźnik obsługiwał odbywające się w Polsce Mistrzostwa Europy w Piłce Ręcznej. W 2012 r. w ramach platformy Sindbad bezpośrednie połączenia autokarowe z Polski były oferowane do: Niemiec, Francji, Holandii, Belgii, Luksemburga, Wielkiej Brytanii, Danii, Norwegii, Szwecji, Austrii, Szwajcarii, Hiszpanii, Czech, Słowacji, Włoch, Węgier, Bułgarii i Grecji. W 2015 r. Sindbad przejął przewoźnika autokarowego „Biuro Turystyczne Nord Sp. z o.o.” z Gdyni, od 2010 r. prowadzącego działalność przewozową w ramach platformy Sindbad. Rok później poinformowano o połączeniu polskiej konkurencyjnej platformy Eurobus z platformą Sindbad. Od maja 2016 r. zintegrowano sprzedaż biletów oraz obsługę podróżnych w autokarach przewoźników wchodzących w skład obu platform, a autokary zyskały nowe barwy „Sindbad – Eurobus”. Po integracji siatka połączeń objęła 200 miejscowości na terenie Polski oraz ponad 500 miejscowości w 27 krajach Europy. Łącznie przewoźnicy obsługujący trasy w ramach platformy dysponowali ponad 300 autokarami. Integracja z Eurobusem umożliwiła Sindbadowi wejście na rynek przewozów pomiędzy Polską a Ukrainą. W kolejnych latach do platformy Sindbad weszli także zagraniczni przewoźnicy autokarowi, na których połączenia są sprzedawane bilety przez polskie przedsiębiorstwo – m.in. w 2017 r. hiszpański przewoźnik Alsa, mołdawski Lux-Reisen oraz szwajcarski oddział Eurolines. W 2018 r. kontynuowano tę działalność, podpisując porozumienia z Deutsche Touring (przedstawiciel marki Eurolines w Niemczech), a także przewoźnikami Becker Reisen, Isilines oraz Transdev. Na mocy ostatniego porozumienia Sindbad nabył wyłączne prawa do posługiwania się marką Eurolines w Polsce. W 2018 r. do platformy Sindbad dołączyło też polskie przedsiębiorstwo Agat. W tym czasie Sindbad oferował połączenia do ponad 700 miejscowości w 28 krajach w Europie. W tym samym roku, z okazji 35-lecia istnienia przedsiębiorstwa, zaprezentowano nową malaturę autokarów, w której zrezygnowano z logo Eurobus. W 2019 r. w Opolu uruchomiono należący do Sindbada nowy port autokarowy, gdzie odbywają się przesiadki pomiędzy autokarami na różnych trasach w ramach platformy.

## Działalność

### Liniowe przewozy autokarowe

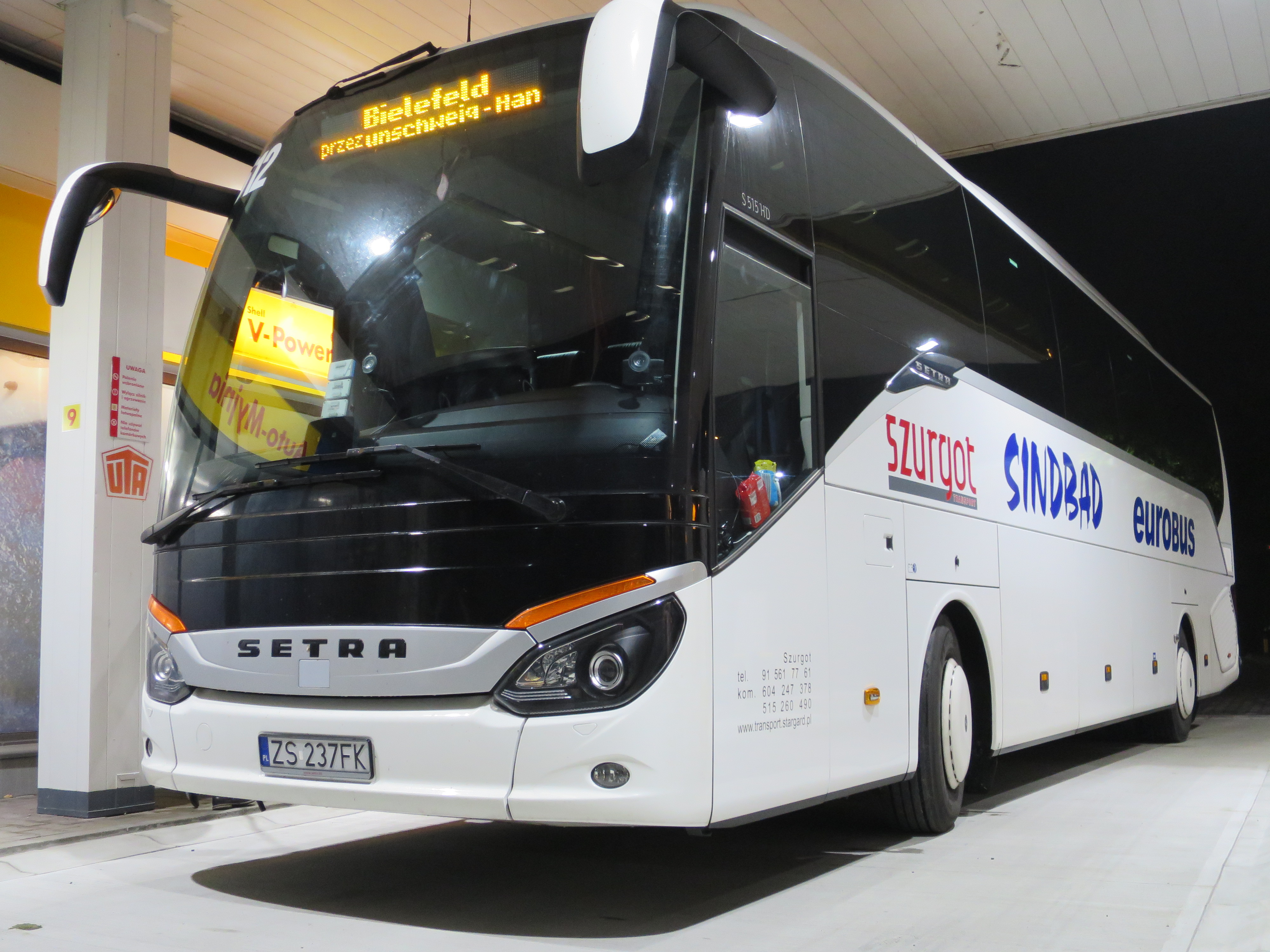
Autokar należący do przewoźnika Szurgot obsługujący połączenie w ramach platformy Sindbad

W ramach platformy międzynarodowych przewozów autokarowych Sindbad oferowane są połączenia do ponad 500 miast w 28 krajach w Europie, natomiast wyjazdy organizowane są z 200 miejscowości na terenie całej Polski. Sindbad prowadzi współpracę z innymi przewoźnikami na terenie Polski, takimi jak Agat Katowice, Orland Żędowice, Riviera Opole czy Albatros Przemyśl. Ponadto przedsiębiorstwo współpracuje z zagranicznymi przewoźnikami w zakresie wspólnej sprzedaży biletów, m.in. z niemieckimi Deutsche Touring (Eurolines), Becker Reisen, brytyjskim National Express, czy hiszpańskim Alsa. Łącznie w całej platformie Sindbad znajduje się 30 polskich i 50 przewoźników zagranicznych.
Przedsiębiorstwo Sindbad posiada na terenie Polski dwa główne centra przesiadkowe: w Opolu (dawniej w Gliwicach na terenie PKS), obejmujące Polskę Południową oraz w Słubicach, obejmujące obszar północny kraju. Wszystkie autokary wyjeżdżające z Polski spotykają się wieczorem w jednym z centrów przesiadkowych na ok. 30 min, podczas których pasażerowie przesiadają się do docelowego autokaru jadącego do ich celu podróży za granicą. Analogicznie zorganizowany jest powrót autokarów do Polski w godzinach porannych. Otwarty w 2018 r. własny hub przesiadkowy Sindbad w Opolu ma powierzchnię 1,5 ha i umożliwia obsługę w jednym momencie do 36 autokarów.
W autokarach podróżni mają zapewnioną obsługę pilota na całej trasie. Pojazdy wyposażone są w bezpłatne Wi-Fi, a także w gniazdka 230 V. Wszystkie autokary są klimatyzowane, wyposażone w WC na pokładzie, mini-barek oraz zestaw DVD, a także wyposażone w szereg elektronicznych systemów bezpieczeństwa.
Rocznie w ramach platformy przewożonych jest ponad milion osób. Około 60% spośród wszystkich podróży autokarami Sindbad odbywa się na trasie między Polską a Niemcami.

### Biuro podróży
Przedsiębiorstwo Sindbad prowadzi także działalność biura podróży. W ofercie znajdują się wyjazdy turystyczne i wczasy zagraniczne, wyjazdy grupowe, w tym organizacja wycieczek szkolnych, a także sprzedaż biletów lotniczych oraz obsługa logistyczna wyjazdów służbowych na zlecenie innych przedsiębiorstw.

### Flota
Flota własna przedsiębiorstwa składa się z ponad 120 autokarów. Niemal wszystkie pojazdy są marki Setra, a ich średni wiek wynosi poniżej 3 lat (stan na: marzec 2020). Pojemność pojazdów waha się w przedziale od 16 do 87 miejsc siedzących. Ponadto pozostali przewoźnicy w ramach platformy Sindbad dysponują flotą ponad 200 autokarów różnych marek, głównie Setra. Tym samym spółka jest największym przewoźnikiem autokarowym w Polsce i jednym z największych w Europie Środkowej. Oprócz wyżej wymienionych przedmiotów działalności, tzn. obsługi międzynarodowych linii autokarowych oraz działalności biura podróży, Sindbad zajmuje się wynajmem autokarów.

### Zatrudnienie
W ramach wszystkich przedsiębiorstw wchodzących w skład platformy Sindbad w 2018 r. zatrudnionych było 2,5 tys. osób, w tym 1500 kierowców, 200 pilotów oraz 500 pracowników biurowych.

## Wybrane nagrody i wyróżnienia
Sindbad otrzymał wiele nagród i wyróżnień:

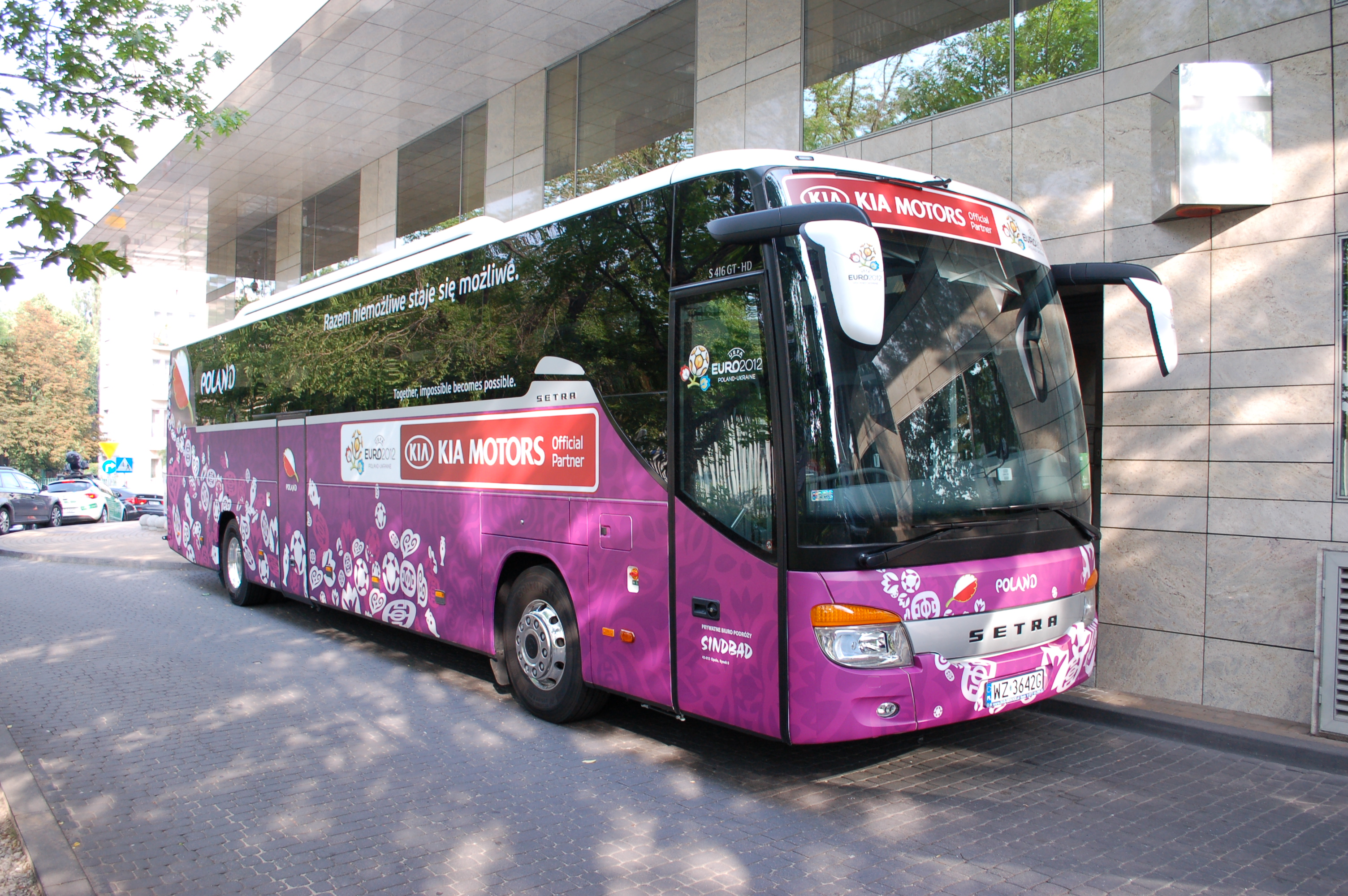
Setra S 416 GT-HD należąca do Sindbada podczas obsługi Euro 2012

- Złoty Laur Umiejętności i Kompetencji 1999;
- Dyplom Uznania Ministra Gospodarki „Za zasługi dla turystyki” 2001;
- Malwa: Wyróżnienie 1999, Brązowa 2000, Srebrna 2001, Złota 2004;
- Wyróżnienie w konkursie „Opolska Marka 2004” – Usługa Roku;
- Medal Europejski: 2005, 2007[38];
- Lider Polskiej Turystyki 2006;
- Gazela Biznesu: 2006, 2007, 2008, 2009, 2010, 2011, 2012, 2013[39];
- Godło Jakość Obsługi 2008 – ranking 100 najbardziej przyjaznych firm w Polsce;
- Lider Polskiego Biznesu roku 2008 – przyznana przez Business Centre Club[40];
- Nominacja do Godła Teraz Polska 2009;
- Certyfikat Wiarygodności Biznesowej za najwyższą ocenę stabilności firmy w roku 2011 przyznany przez D&B Poland;
- Dobra Firma roku 2012 wśród 20 najlepiej rozwijających się firm w Polsce – ranking 2000 najlepszych przedsiębiorstw „Rzeczpospolitej”;
- Certificate of Excellence 2013 przyznany przez Scandlines;
- Diament Forbesa 2013 za najbardziej dynamiczne zwiększenie swojej wartości w ostatnich 3 latach[41];
- Dyplom Uznania Ministra Sportu i Turystyki „Za zasługi dla turystyki” 2013;
- Lista 500 Największych Polskich Przedsiębiorców wydawana przez magazyn „Sukces”;
- „Przedsiębiorca Dzieciom” – przyznawane przez Business Centre Club;
- Wyróżnienie „Firma Inwestująca w Kadrę”.

Ponadto przedsiębiorstwo Sindbad było oficjalnym przewoźnikiem m.in. podczas Mistrzostw Europy w Piłce Nożnej w 2012 r., Mistrzostw Europy w Piłce Ręcznej Mężczyzn w 2016 r. oraz podczas konkursów Miss World i Miss Polonia.